# Szalajkaház (Gyöngyössolymos)
A Szalajkaház egy turistaház a Mátrában, közigazgatásilag Gyöngyössolymoshoz tartozik.

## Története
A mai Szalajkaház elődjét az 1920-as években építették. A szalajka elnevezés szlovákul hamuzsírt jelent. Régen az üvegkészítés alapja volt a hamuzsír. A ház első említése az 1929-es Mátrai úti kalauzban volt, mint szálláshely. A házat egészen az 1980-as évekig használták erdei munkások és turisták is szálltak meg benne, majd a kisvasút megszűnése után elnéptelenedett. A kisvasút 2009-ben újra elérte a Szalajkaházat, így újra lehetőség lett a ház hasznosítására, 2014-ben teljesen felújítva lett átadva, azóta erdei szállásként működik.

## Fekvése, megközelítése
A Szalajkaház Gyöngyössolymos községtől északra - attól 10 kilométerre - erdei környezetben található. Gyöngyösről elérhető a 324-es számú (Gyöngyös–Gyöngyössolymos–Lajosháza–Szalajkaház)  kisvasúti vonalon, vagy Gyöngyössolymosról jól járható föld- és aszfaltozott úton, de elérhető a Mátra turistaútjain is.

## Mátravasút
Szalajkaház a Mátravasút egykori elágazó állomása volt (ma az egyik végállomása), itt ágaztak el a  blokkházi és cseternási vonalak. A hálózat felszámolásával az 1980-as évekre a kisvasút Lajosházáig rövidült vissza. 2009 októberében meghosszabbították a vasútvonalat a Szén-patak völgyében, melynek során visszaépítettek 3,5 km korábban felszedett vasúti pályát a Szalajkaházig.
Karoshíd megállóhely A megállóhelyet, ami a végállomástól 800 m-re található, azért hozták létre 2012-ben, mert a korábban visszaépült vasút Karoshídig végig a Lajosházára vezető út helyére épült, így az út – ami egyben turistaút is volt – megszűnt. A Lajosházára vezető új turistaút innen indul.